# Joško Gvardiol
Joško Gvardiol (Zagreb, 23. siječnja 2002.) hrvatski je nogometaš i reprezentativac, koji trenutačno nastupa za Manchester City. Igra na poziciji braniča.

## Klupska karijera
Gvardiol je u mlađim kategorijama nastupao za Trešnjevku i Dinamo Zagreb.

### Dinamo Zagreb
Prvi seniorski nastup upisao je 18. kolovoza 2019. za drugu momčad Dinama kao 17-ogodišnjak. Za prvu momčad Dinama debitirao je 18. studenog 2019. godine u pobjedi (2:4) nad Goricom. Prvi pogodak za seniorski sastav postigao je 2. studenoga 2019. godine u domaćoj pobjedi (1:0) nad Interom. U lipnju 2020. godine, Gvardiol je potpisao novi petogodišnji ugovor s Dinamom.

### RB Leipzig
U ljeto 2020. godine potpisao je za njemački RB Leipzig, koji je za njega isplatio 16 milijuna eura. RB Leipzig i Dinamo dogovorili su da Gvardiol ostane na jednogodišnjoj posudbi u zagrebačkom klubu. 
Prvi nastup za momčad upisao je 20. kolovoza 2021. godine, u ligaškoj pobjedi (4:0) nad Stuttgartom. Dana 15. rujna 2021. godine, Gvardiol je upisao svoj prvi nastup u Ligi prvaka, u porazu (6:3) od Manchester Cityja. Prvi pogodak u dresu Leipziga, upisao je 11. prosinca 2021. godine, u ligaškoj pobjedi (4:1) nad Borussijom Mönchengladbach. Do kraja sezone, Gvardiol je sa svojim Leipzigom osvojio njemački kup i plasirao se u polufinale Europske lige. To je prvi veliki trofej u povijesti ovoga kluba.
Dana 1. rujna 2022. godine, Gvardiol je produžio ugovor sa RB Leipzigom do 2027. godine, nakon što je klub odbio ponudu Chelseaja od 90 milijuna eura. Dana 25. listopada 2022. godine, Gvardiol je postigao svoj prvi pogodak u Ligi prvaka u pobjedi (3:2) nad Real Madridom. Dana 22. veljače 2023., Gvardiol je zabio u remiju (1:1) protiv Manchester Cityja, u šesnaestini finala Lige prvaka. Sa 21 godinom i 30 dana, postao je najmlađi Hrvat ikada koji je zabio u nokaut fazi Lige prvaka. Gvardiol je sa Leipzigom obranio naslov osvajača kupa, iako nije nastupio u finalu zbog crvenog kartona.

### Manchester City
Dana 5. kolovoza 2023. godine, Manchester City je službeno objavio da su potpisali Gvardiola na pet godina. Neslužbeno, spominje se cifra od 90 milijuna eura, kojom je Gvardiol postao najskuplji stoper svih vremena. Joško je odlučio da će nositi opremu sa brojem 24 na leđima.
Prvi nastup u dresu "građana", Gvardiol je upisao 11. kolovoza 2023. u pobjedi (3:0) nad Burnleyom. Prvi europski trofej osvojio je u utakmici Superkupa protiv Seville, u kojoj je njegova momčad slavila nakon boljeg izvođenja jedanaesteraca. Prvi pogodak za Manchester City postigao je 9. travnja 2024. godine, na utakmici četvrtfinala Lige prvaka protiv Real Madrida. Četiri dana kasnije, upisao je svoj prvi ligaški pogodak i asistenciju u visokoj 5:1 pobjedi protiv Luton Towna. Dana 11. svibnja 2024., Gvardiol je postigao dva pogotka u pobjedi protiv Fulhama. Osam dana kasnije, Gvardiol je odigrao cijelu utakmicu u pobjedi 3:1 protiv West Hama, s kojom su osigurali naslov prvaka Engleske. Sa tim trijumfom, Gvardiol i njegov suigrač Mateo Kovačić postali su drugi i treći Hrvat u povijesti koji su osvojili Englesku ligu, nakon Dejana Lovrena 2020. godine. Dana 27. travnja 2025. godine, Joško je postigao svoj prvi pogodak u engleskom FA kupu u pobjedi 2:0 protiv Nottingham Foresta.

## Reprezentativna karijera
Gvardiol je bio redoviti član mlađih kategorija hrvatske reprezentacije. Hrvatski izbornik Zlatko Dalić objavio je popis igrača za Europsko prvenstvo 2020. godine, na kojem se nalazio Gvardiol. Svoj prvi nastup za reprezentaciju upisao je 6. lipnja 2021. godine, u prijateljskoj utakmici protiv Belgije. Tjedan dana kasnije, upisao je svoj prvi nastup na velikom natjecanju u porazu (1:0) od reprezentacije Engleske. S 19 godina, 4 mjeseca i 21 danom postao je najmlađi hrvatski reprezentativac na velikom natjecanju, skinuvši rekord Matea Kovačića iz 2014. godine. Svoj prvi gol za reprezentaciju postigao je 8. listopada protiv Cipra (0:3).
Dana 9. studenoga 2022. izbornik Zlatko Dalić uvrstio je Gvardiola na popis igrača za Svjetsko prvenstvo 2022. Postigao je gol u utakmici za treće mjesto protiv Maroka gdje je Hrvatska slavila s 2:1 i osvojila brončano odličje. Tada je imao 20 godina i 24 dana čime je srušio rekord za najmlađeg hrvatskog strijelca na velikim natjecanjima oborivši rekord Ivice Olića. Imenovan je igračem utakmice.

### Pogodci za A reprezentaciju
| #  | Datum              | Mjesto                                        | Nastup | Protivnik | Pogodak | Rezultat | Natjecanje                                         |
| -- | ------------------ | --------------------------------------------- | ------ | --------- | ------- | -------- | -------------------------------------------------- |
| 1. | 8. listopada 2021. | AEK Arena, Larnaka, Cipar                     | 6.     | Cipar     | 0:2     | 0:3      | Kvalifikacije za Svjetsko prvenstvo 2022.          |
| 2. | 17. prosinca 2022. | Međunarodni stadion Khalifa, Al Rayyan, Katar | 19.    | Maroko    | 1:0     | 2:1      | Utakmica za treće mjesto Svjetskog prvenstva 2022. |
| 3. | 18. studenog 2024. | Stadion Poljud, Split, Hrvatska               | 39.    | Portugal  | 1:1     | 1:1      | UEFA Liga nacija 2024./25.                         |

## Statistika

### Klupska
ažurirano: 25. svibnja 2025.
- Nas. = nastupi; Gol. = golovi

| Klub              | Sezona            | Liga              | Liga | Liga | Kup  | Kup  | Europa | Europa | Ostalo | Ostalo | Ukupno | Ukupno |
| Klub              | Sezona            | Divizija          | Nas. | Gol. | Nas. | Gol. | Nas.   | Gol.   | Nas.   | Gol.   | Nas.   | Gol.   |
| ----------------- | ----------------- | ----------------- | ---- | ---- | ---- | ---- | ------ | ------ | ------ | ------ | ------ | ------ |
| Dinamo Zagreb II  | 2019./20.         | 2. HNL            | 3    | 0    | –    | –    | –      | –      | –      | –      | 3      | 0      |
| Dinamo Zagreb II  | 2020./21.         | 2. HNL            | 1    | 0    | –    | –    | –      | –      | –      | –      | 1      | 0      |
| Dinamo Zagreb II  | Ukupno            | Ukupno            | 4    | 0    | 0    | 0    | 0      | 0      | 0      | 0      | 4      | 0      |
| Dinamo Zagreb     | 2019./20.         | 1. HNL            | 11   | 1    | 1    | 0    | 0      | 0      | 0      | 0      | 12     | 1      |
| Dinamo Zagreb     | 2020./21.         | 1. HNL            | 25   | 2    | 2    | 0    | 13     | 1      | 0      | 0      | 40     | 3      |
| Dinamo Zagreb     | Ukupno            | Ukupno            | 36   | 3    | 3    | 0    | 13     | 1      | 0      | 0      | 52     | 4      |
| RB Leipzig        | 2021./22.         | Bundesliga        | 29   | 2    | 5    | 0    | 12     | 0      | –      | –      | 46     | 2      |
| RB Leipzig        | 2022./23.         | Bundesliga        | 30   | 1    | 5    | 0    | 6      | 2      | 1      | 0      | 42     | 3      |
| RB Leipzig        | Ukupno            | Ukupno            | 59   | 3    | 10   | 0    | 18     | 2      | 1      | 0      | 88     | 5      |
| Manchester City   | 2023./24.         | Premier liga      | 28   | 4    | 5    | 0    | 6      | 1      | 3      | 0      | 42     | 5      |
| Manchester City   | 2024./25.         | Premier liga      | 36   | 5    | 5    | 1    | 10     | 0      | 1      | 0      | 52     | 6      |
| Manchester City   | Ukupno            | Ukupno            | 65   | 9    | 10   | 1    | 16     | 1      | 4      | 0      | 95     | 11     |
| Ukupno u karijeri | Ukupno u karijeri | Ukupno u karijeri | 164  | 15   | 23   | 1    | 47     | 4      | 5      | 0      | 240    | 20     |

### Reprezentativna
ažurirano: 23. ožujka 2025.
- Nas. = nastupi; Gol. = golovi
- Prij. = prijateljske utakmice; Kval. = kvalifikacijske utakmice; LN = Liga nacija; EP = Europsko prvenstvo u nogometu; SP = Svjetsko prvenstvo u nogometu

#### Seniorska selekcija
| Godina            | Prij. | Prij. | Kval. | Kval. | LN   | LN   | EP   | EP   | SP   | SP   | Ukupno | Ukupno |
| Godina            | Nas.  | Gol.  | Nas.  | Gol.  | Nas. | Gol. | Nas. | Gol. | Nas. | Gol. | Nas.   | Gol.   |
| ----------------- | ----- | ----- | ----- | ----- | ---- | ---- | ---- | ---- | ---- | ---- | ------ | ------ |
| 2021.             | 1     | 0     | 4     | 1     | 0    | 0    | 4    | 0    | —    | —    | 9      | 1      |
| 2022.             | 1     | 0     | 0     | 0     | 2    | 0    | —    | —    | 7    | 1    | 10     | 1      |
| 2023.             | 0     | 0     | 8     | 0     | 0    | 0    | —    | —    | —    | —    | 8      | 0      |
| 2024.             | 3     | 0     | 0     | 0     | 6    | 1    | 3    | 0    | —    | —    | 12     | 1      |
| 2025.             | 0     | 0     | 0     | 0     | 2    | 0    | —    | —    | —    | —    | 2      | 0      |
| Ukupno u karijeri | 5     | 0     | 12    | 1     | 10   | 1    | 7    | 0    | 7    | 1    | 41     | 3      |

## Priznanja

### Individualna
- Trofej Nogometaš – Najbolji mladi igrač Prve HNL: 2021.[32]
- Trofej Nogometaš – Najboljih 11 Prve HNL: 2021.
- Gvardiol je uvršten u 60 najvećih talenata svijeta prema izboru uglednog britanskog lista, The Guardiana.[33]
- 2022.: Međunarodni institut za nogometnu povijest i statistiku (IFFHS) je Joška Gvardiola uvrstio u najbolju momčad 2022. godine[34]
- 2022.: Međunarodni institut za nogometnu povijest i statistiku (IFFHS) je Joška Gvardiola uvrstio u najbolju mladu(U-20) momčad 2022. godine[35]
- 2024. Odlukom predsjednik Republike Hrvatske Zorana Milanovića odlikovan je Redom Danice hrvatske s likom Franje Bučara: "Za izniman uspjeh hrvatske nogometne reprezentacije, doprinos sportu i međunarodnom ugledu Republike Hrvatske te osvajanju 3. mjesta na 22. Svjetskom nogometnom prvenstvu u Državi Katru" [36]

### Klupska
Dinamo Zagreb
- Prvak Hrvatske (2): 2019./20., 2020./21.
- Hrvatski nogometni kup (1): 2020./21.
- Hrvatski nogometni superkup (1): 2019.

RB Leipzig
- DFB-Pokal (2): 2021./22., 2022./23.

Manchester City
- Prvak Engleske (1): 2023./24.
- Engleski superkup (1): 2024.
- FIFA Svjetsko klupsko prvenstvo (1): 2023.
- UEFA Superkup (1): 2023.[37]

### Reprezentativna
Hrvatska
- Svjetsko prvenstvo: 2022. (3. mjesto)[38]

## Vanjske poveznice
- Profil, Hrvatski nogometni savez
- Profil, Soccerway (engl.)
- Profil, Transfermarkt (engl.)